# 리틀데일휘파람쥐
리틀데일휘파람쥐(학명: Parotomys littledalei)는 설치류의 일종이다. 나미비아와 남아프리카공화국에서 발견된다. 자연 서식지는 온대 기후 지역의 관목 지대와 아열대 또는 열대 기후 지역의 건조 관목 지대, 온대 사막 지역이다.